# Muret-et-Crouttes
Muret-et-Crouttes é uma comuna francesa na região administrativa de Altos da França, no departamento de Aisne. Estende-se por uma área de 5,24 km². Em 2010 a comuna tinha 122 habitantes (densidade: 23,3 hab./km²).